# Landkreis Vorpommern-Greifswald
Landkreis Vorpommern-Greifswald is een Landkreis in de Duitse deelstaat Mecklenburg-Voor-Pommeren. De Landkreis telt 235.773 inwoners (31 december 2020) op een oppervlakte van 3.929,73 km². Kreisstadt is Greifswald.

## Geschiedenis
Vorpommern-Greifswald ontstond op 4 september 2011 door de samenvoeging van de toenmalige Landkreisen Ostvorpommern en Uecker-Randow, de kreisfreie stad Greifswald en delen van het voormalige Landkreis Demmin (de Ämter Jarmen-Tutow, Peenetal/Loitz).

## Steden en gemeenten

De Landkreis is bestuurlijk in de volgende steden en gemeenten onderverdeeld (Inwoners op 31-12-2020):
| Amtsvrije gemeenten 1. Anklam, Stad (12.288) 2. Greifswald, Stad (59.282) 3. Heringsdorf (8.443) 4. Pasewalk, Stad * (9.948) 5. Strasburg (Uckermark), Stad (4.553) 6. Ueckermünde, Stad (8.472) |

Ämter met deelnemende gemeenten/steden
* = Bestuurscentrum van de Amtsverwaltung
| | | |
| - 1. Amt Am Peenestrom (15.326) 1. Buggenhagen (210) 2. Krummin (244) 3. Lassan, Stad (1.468) 4. Lütow (428) 5. Sauzin (434) 6. Wolgast, Stad * (11.840) 7. Zemitz (702) - 2. Amt Am Stettiner Haff (10.349) 1. Ahlbeck (582) 2. Altwarp (452) 3. Eggesin, Stad * (4.711) 4. Grambin (424) 5. Hintersee (318) 6. Leopoldshagen (624) 7. Liepgarten (774) 8. Lübs (339) 9. Luckow (572) 10. Meiersberg (420) 11. Mönkebude (773) 12. Vogelsang-Warsin (360) - 3. Amt Anklam-Land (9.484) 1. Bargischow (286) 2. Blesewitz (242) 3. Boldekow (660) 4. Bugewitz (232) 5. Butzow (434) 6. Ducherow (2.421) 7. Iven (180) 8. Krien (661) 9. Krusenfelde (154) 10. Medow (486) 11. Neetzow-Liepen (807) 12. Neu Kosenow (473) 13. Neuenkirchen (215) 14. Postlow (296) 15. Rossin (167) 16. Sarnow (390) 17. Spantekow * (1.105) 18. Stolpe (275) - 4. Amt Jarmen-Tutow (6.723) 1. Alt Tellin (407) 2. Bentzin (848) 3. Daberkow (339) 4. Jarmen, Stad * (2.941) 5. Kruckow (665) 6. Tutow (1.027) 7. Völschow (496) | - 5. Amt Landhagen (10.615) 1. Behrenhoff (833) 2. Dargelin (362) 3. Dersekow (1.096) 4. Diedrichshagen ( x) 5. Hinrichshagen (924) 6. Levenhagen (423) 7. Mesekenhagen (1.070) 8. Neuenkirchen * (2.391) 9. Wackerow (1.496) 10. Weitenhagen (2.020) - 6. Amt Löcknitz-Penkun (10.399) 1. Bergholz (320) 2. Blankensee (551) 3. Boock (572) 4. Glasow (150) 5. Grambow (853) 6. Krackow (625) 7. Löcknitz * (3.255) 8. Nadrensee (330) 9. Penkun, Stad (1.765) 10. Plöwen (268) 11. Ramin (665) 12. Rossow (447) 13. Rothenklempenow (598) - 7. Amt Lubmin (10.419) 1. Brünzow (658) 2. Hanshagen (895) 3. Katzow (591) 4. Kemnitz (1.150) 5. Kröslin (1.756) 6. Loissin (797) 7. Lubmin * (2.108) 8. Neu Boltenhagen (570) 9. Rubenow (794) 10. Wusterhusen (1.100) - 8. Amt Peenetal/Loitz (5.990) 1. Görmin (882) 2. Loitz, Stad * (4.262) 3. Sassen-Trantow (846) - 9. Amt Torgelow-Ferdinandshof (13.908) 1. Altwigshagen (388) 2. Ferdinandshof (2.637) 3. Hammer a. d. Uecker (464) 4. Heinrichswalde (401) 5. Rothemühl (297) 6. Torgelow, Stad * (8.972) 7. Wilhelmsburg (749) | - 10. Amt Uecker-Randow-Tal (Bestuurscentrum te Pasewalk) (7.010) 1. Brietzig (195) 2. Fahrenwalde (270) 3. Groß Luckow (199) 4. Jatznick (2.239) 5. Koblentz (202) 6. Krugsdorf (456) 7. Nieden (158) 8. Papendorf (214) 9. Polzow (248) 10. Rollwitz (903) 11. Schönwalde (438) 12. Viereck (1.020) 13. Zerrenthin (468) - 11. Amt Usedom-Nord (9.442) 1. Karlshagen (3.219) 2. Mölschow (779) 3. Peenemünde (349) 4. Trassenheide (937) 5. Zinnowitz * (4.158) - 12. Amt Usedom-Süd (11.666) 1. Benz (1.118) 2. Dargen (576) 3. Garz (280) 4. Kamminke (249) 5. Korswandt (585) 6. Koserow (1.703) 7. Loddin (991) 8. Mellenthin (461) 9. Pudagla (499) 10. Rankwitz (549) 11. Stolpe auf Usedom (367) 12. Ückeritz (1.009) 13. Usedom, Stad * (1.747) 14. Zempin (962) 15. Zirchow (570) - 13. Amt Züssow (11.456) 1. Bandelin (531) 2. Gribow (138) 3. Groß Kiesow (1.271) 4. Groß Polzin (400) 5. Gützkow, Stad (2.967) 6. Karlsburg ( x) 7. Klein Bünzow (673) 8. Lühmannsdorf ( x) 9. Murchin (760) 10. Rubkow (614) 11. Schmatzin (280) 12. Wrangelsburg (235) 13. Ziethen (440) 14. Züssow * (1.306) |

Ludwigslust-Parchim · Mecklenburgische Seenplatte · Nordwestmecklenburg · Rostock · Landkreis Rostock · Schwerin · Vorpommern-Greifswald · Vorpommern-Rügen
Ahlbeck ·
Alt Tellin ·
Altwarp ·
Altwigshagen ·
Anklam ·
Bandelin ·
Bargischow ·
Behrenhoff ·
Bentzin ·
Benz ·
Bergholz ·
Blankensee ·
Blesewitz ·
Boldekow ·
Boock ·
Brietzig ·
Brünzow ·
Bugewitz ·
Buggenhagen ·
Butzow ·
Daberkow ·
Dargelin ·
Dargen ·
Dersekow ·
Diedrichshagen ·
Ducherow ·
Düvier ·
Eggesin ·
Fahrenwalde ·
Ferdinandshof ·
Garz ·
Glasow ·
Grambin ·
Grambow ·
Greifswald ·
Gribow ·
Groß Kiesow ·
Groß Luckow ·
Groß Polzin ·
Görmin ·
Gützkow ·
Hammer a. d. Uecker ·
Hanshagen ·
Heinrichswalde ·
Heringsdorf ·
Hinrichshagen ·
Hintersee ·
Iven ·
Jarmen ·
Jatznick ·
Kamminke ·
Karlsburg ·
Karlshagen ·
Katzow ·
Kemnitz ·
Klein Bünzow ·
Koblentz ·
Korswandt ·
Koserow ·
Krackow ·
Krien ·
Kruckow ·
Krugsdorf ·
Krummin ·
Krusenfelde ·
Kröslin ·
Lassan ·
Leopoldshagen ·
Levenhagen ·
Liepgarten ·
Loddin ·
Loissin ·
Loitz ·
Lubmin ·
Luckow ·
Löcknitz ·
Lübs ·
Lühmannsdorf ·
Lütow ·
Medow ·
Meiersberg ·
Mellenthin ·
Mesekenhagen ·
Murchin ·
Mölschow ·
Mönkebude ·
Nadrensee ·
Neetzow-Liepen ·
Neu Boltenhagen ·
Neu Kosenow ·
Neuenkirchen (bij Anklam) ·
Neuenkirchen (bij Greifswald) ·
Nieden ·
Papendorf ·
Pasewalk ·
Peenemünde ·
Penkun ·
Plöwen ·
Polzow ·
Postlow ·
Pudagla ·
Ramin ·
Rankwitz ·
Rollwitz ·
Rossin ·
Rossow ·
Rothemühl ·
Rothenklempenow ·
Rubenow ·
Rubkow ·
Sarnow ·
Sassen-Trantow ·
Sauzin ·
Schmatzin ·
Schönwalde ·
Spantekow ·
Stolpe an der Peene ·
Stolpe auf Usedom ·
Strasburg ·
Torgelow ·
Trassenheide ·
Tutow ·
Ückeritz ·
Ueckermünde ·
Usedom ·
Viereck ·
Vogelsang-Warsin ·
Völschow ·
Wackerow ·
Weitenhagen ·
Wilhelmsburg ·
Wolgast ·
Wrangelsburg ·
Wusterhusen ·
Zemitz ·
Zempin ·
Zerrenthin ·
Ziethen ·
Zinnowitz ·
Zirchow ·
Züssow